# Stawellia gymnocephala
Stawellia gymnocephala är en grästrädsväxtart som beskrevs av Friedrich Ludwig Diels. Stawellia gymnocephala ingår i släktet Stawellia och familjen grästrädsväxter. Inga underarter finns listade i Catalogue of Life.